# Bob Ross
Robert Norman Ross (29. oktober 1942 - 4. juli 1995) var en amerikansk maler, kunstintruktør og tv-vært. Han er skaber af og vært på programmet The Joy of Painting på PBS fra 1983-1994, der blev sendt i USA, Canada, Sydamerika og Europa. Programmet bestod i Ross, der instruerede i at male forskellige landskabsmalerier med teknikken vådt i vådt. Ross er efterfølgende blevet vidt kendt via internettet.